# إدنا إل. ماكراي
إدنا إل. ماكراي (بالإنجليزية: Edna L. McRae)‏ هي راقصة أمريكية، ولدت في 1902 في شيكاغو في الولايات المتحدة، وتوفيت في 7 يونيو 1990 في إيفانستون في الولايات المتحدة.